# 후고니아아과
후고니아아과(hugonia亞科, 학명: Hugonioideae 후고니오이데아이[*])는 아마과의 아과이다.

## 하위 분류
- Hugonia L.
- Indorouchera Hallier f.
- Roucheria Planch.